# Communauté rurale de Paroumba
La communauté rurale de Paroumba est une communauté rurale du Sénégal située au centre-sud du pays. 
Elle fait partie de l'arrondissement de Pakour, du département de Vélingara et de la région de Kolda.